# Jean-Marie Garnier
Jean-Marie Garnier est un homme politique français né le 27 octobre 1748 à Iffendic (Ille-et-Vilaine) et mort le 17 octobre 1824 à Paris.
Recteur de Notre-Dame de Dol, il est élu député du clergé aux états-généraux de 1789, pour l'évêché de Dol, et siège dans la minorité. Il est de nouveau député d'Ille-et-Vilaine de 1811 à 1815.

## Sources
- « Jean-Marie Garnier », dans Adolphe Robert et Gaston Cougny, Dictionnaire des parlementaires français, Edgar Bourloton, 1889-1891 [détail de l’édition]